# اونور بویوک توپچو
اونور بویوک توپچو (انگلیسی: Onur Büyüktopçu؛ زادهٔ ۲۴ آوریل ۱۹۸۲) بازیگر اهل ترکیه است. وی از سال ۲۰۰۳ میلادی تاکنون مشغول فعالیت بوده‌است.
از فیلم‌ها یا برنامه‌های تلویزیونی که وی در آن نقش داشته‌است می‌توان به عشق اجاره‌ای اشاره کرد.